# Johannes Hennings
Johannes Hennings (* 9. August 1900 in Finsterwalde; † 23. März 1973 in Schömberg) war ein deutscher Politiker (GB/BHE).

## Leben und Beruf
Hennings, der aus dem brandenburgischen Finsterwalde stammte, kam nach dem Zweiten Weltkrieg ins Badische. Dort machte er sich mit der Herstellung von Teigwaren selbständig. Später war er angestellt tätig.

## Politik
Hennings beantragte am 27. Mai 1937 die Aufnahme in die NSDAP und wurde rückwirkend zum 1. Mai desselben Jahres aufgenommen (Mitgliedsnummer 4.235.670). In der Nachkriegszeit engagierte er sich in Vertriebenenorganisationen. Bereits bei der ersten Bundestagswahl 1949 trat er im Bundestagswahlkreis Bruchsal als Kandidat der nicht als Partei zugelassenen Notgemeinschaft Württemberg-Baden an. Infolge der Aufhebung der Lizenzierungspflicht für Parteien beteiligte er sich an der Gründung des BHE, für den er bei der Landtagswahl in Württemberg-Baden 1950 auf der Gemeinschaftsliste DG/BHE mit der Deutschen Gemeinschaft in den Landtag gewählt wurde. Mit Schaffung des neuen Landes Baden-Württemberg schied er bereits 1952 wieder aus dem Parlament aus.